# Chalcosyrphus piger
Chalcosyrphus piger es una especie de mosca sírfida. Se distribuyen por el Holártico en Eurasia y Norteamérica.
Miden 9 a 13 mm. Tienden a volar hacia la cima de colinas en busca de pareja. Son activos de marzo a noviembre.